# Simiot
Pour les articles homonymes, voir Simiot (homonymie).
Un simiot est, dans la mythologie pyrénéenne et catalane, une créature diabolique ressemblant à un singe, essentiellement aux alentours d'Arles-sur-Tech, en Vallespir, ainsi qu'en Haut Ampurdan. Conformément à la tradition, les descriptions en sont peu détaillées et laissent une grande part à l'imaginaire.

## Permanence des simiots dans la tradition catalane

### Légende d'Abdon et Sennen

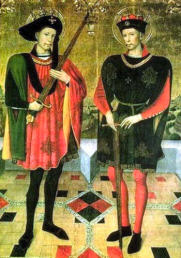
Abdon et Sennen, détail du retable de Jaume Huguet (1459-1460), Santa Maria de Terrassa

L'existence supposée des simiots se réfère principalement, du moins en Catalogne française, à la légende hagiographique des saints Abdon et Sennen, patrons d'Arles-sur-Tech. 
Selon les chroniqueurs, aux approches de l'an mil, le pays de Roussillon, et surtout la vallée du Tech, étaient en proie à des terreurs et à des calamités sans nombre. Des sécheresses et des orages de grêle détruisaient les récoltes, et les bêtes sauvages rôdaient de tous côtés, s'attaquant aux hommes et emportant les enfants pour les dévorer. Par-dessus tout, on voyait aussi des créatures démoniaques, des espèces de singes, gorilles, babouins, cynocéphales dont le vieux chroniqueur et la tradition locale ne parlent encore que sous le nom de Simiots.
Devant tant de malheurs, Arnulphe, abbé du monastère d'Arles, décide de se rendre à Rome pour y trouver des reliques de saints qui pourraient apporter leur protection. Après un périple émaillé de péripéties et de miracles, il revient avec les reliques d'Abdon et Sennen, et dès qu'elles ont pénétré dans l'église, on entend des hurlements lointains : les simiots quittent définitivement le pays.
Pas tout à fait cependant, car en 1465, un berger de Montbolo nommé Noguer de Gasnach surprit deux sorcières en train d'invoquer les simiots afin qu'ils provoquent une tempête. On alla chercher les reliques d'Abdon et Sennen, et le pire fut évité. Depuis, les habitants de Montbolo offrent chaque année, le 30 juillet, une Rodella, longue chandelle de 20 mètres de long, de cire d'abeille enroulée.

### Château de Rocaberti

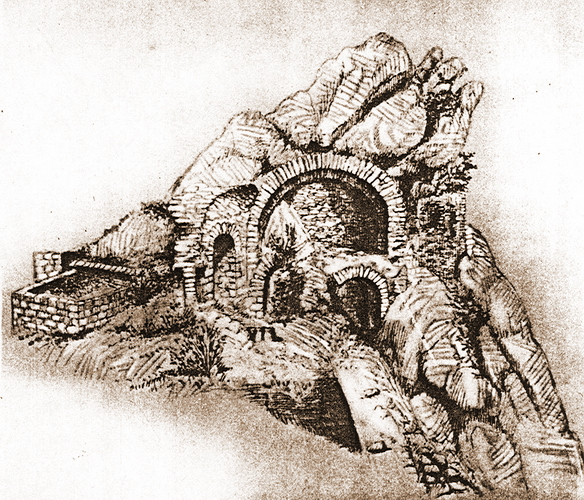
Ruines du château de Rocaberti, dessin du XIXe s.

Selon une autre légende, les simiots auraient habité le château de Rocaberti, près de La Jonquera (Alt Empordà). Un jour, un voyageur leur demanda l'hospitalité : comme il avait froid, il soufflait sur ses doigts pour les réchauffer, pratique qui étonna fort les simiots ; puis on lui servit une soupe très chaude, et on le vit souffler sur la soupe pour la refroidir. Devant ces faits contradictoires, les simiots prirent le voyageur pour un sorcier, et ils le jetèrent dehors.

### Sanctuaire de Nuria
En 1665, le curé Francisc Morés, de Barcelone, relate les miracles liés à Nuestra Señorà de Nuria, dans la province de Gérone : un lieu infesté de démons, de satyres et de simiots, d'après un écrit daté de 1338. C'est l'ermite Amadeu qui, en construisant ce sanctuaire, aurait chassé définitivement les esprits maléfiques.

## Représentations

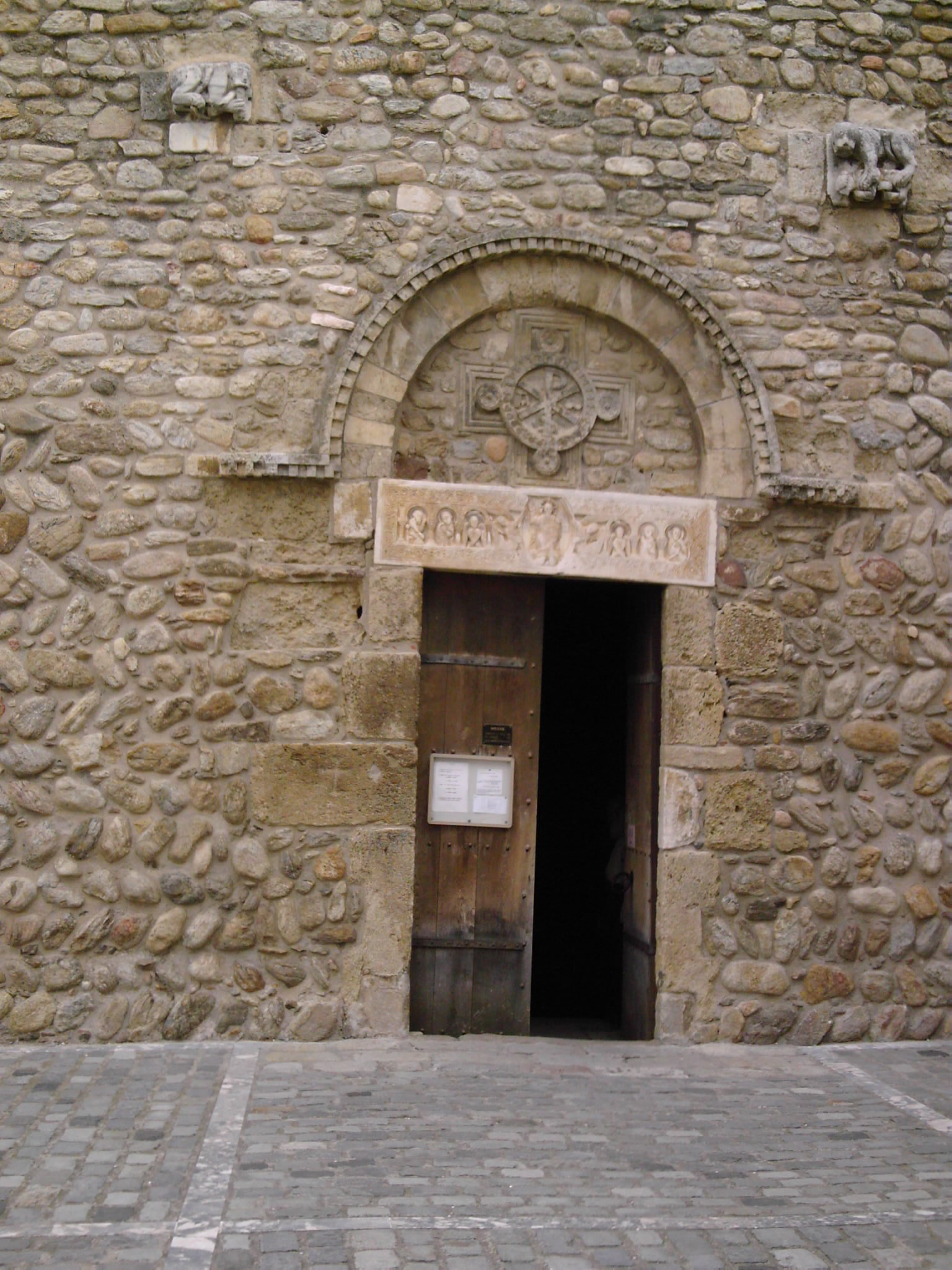
Au-dessus et de part et d'autre du portail de l'église romane de Saint-André (dite "de-Sorède"), deux sculptures censées représenter des simiots.

On a pu voir dans des sculptures d'un bestiaire fantastique des représentations des simiots : sur les façades de l'abbaye Sainte-Marie et de l'église Saint-Sauveur d'Arles, ainsi que celles de Saint-André et de Sant-Pere d'Albanya (Alt Empordà).
Dans l'armoire à deux compartiments qui renferme les reliques des saints patrons, dans l'église d'Arles, se trouve une peinture du XVIe siècle représentant un simiot.
La description fréquente des simiots aux dents fourchues (?), aux mains crochues, vient d'un poème-ballade de Henri Tolra de Bordas, avocat et érudit de Prades (XIXe s.) : …un monstre affreux, aux longues dents fourchues / Aux pieds velus, à l'œil sanglant, aux mains crochues, / Qui d'une aile invisible, avec un sifflement, / Sur la sombre cité s'abattit pesamment.
Des goigs d'Abdon et Sennen, conservés à Barcelone, fournissent quelques éléments descriptifs.

## Origines
Les simiots, de par leur nom même, ont clairement une origine simiesque. Mais on ignore la raison de cette apparition, dans des territoires où les singes ne font pas partie de la faune courante.
Pour Joan Amades, les simiots seraient une forme des satyres de la mythologie gréco-romaine, et qui auraient vécu à Llívia, en Cerdagne. 
Quoi qu'il en soit, les simiots se rapprochent des « hommes sauvages » issus des divinités des forêts et des montagnes, diabolisées par le christianisme et progressivement passées au statut de croque-mitaine pour effrayer les enfants. Dans le carnaval d'Arles, le personnage de l'ours pourchassé s'appelle toujours simiot. L'hypothèse toujours hasardeuse d'une survivance de néandertaliens est souvent évoquée à propos des simiots, comme pour tous les « hommes sauvages » de toutes origines.